# Нэйцю
Нэйцю́ (кит. упр. 内丘, пиньинь Nèiqiū, буквально: «внутри — холм») — уезд городского округа Синтай провинции Хэбэй (КНР).

## История
Во времена империи Хань был создан уезд Чжунцю (中丘县), что переводится как «в центре — холм». При империи Суй из-за практики табу на имена (отца императора Ян Цзяня звали Ян Чжун) в 581 году иероглиф «чжун» в названии уезда был заменён на сходный по смыслу иероглиф «нэй». При империи Цин в 1726 году чтобы избежать использования иероглифа, входящего в имя Конфуция, к иероглифу 丘 был добавлен ещё один элемент, и название уезда стало писаться как 内邱县.
В августе 1949 года был создан Специальный район Синтай (邢台专区), и уезд вошёл в его состав. В мае 1958 года Специальный район Синтай был расформирован, и уезд Нэйцю вошёл в состав Специального района Ханьдань (邯郸专区), при этом к нему были присоединены уезды Линьчэн, Байсян и Лунъяо. В мае 1961 года Специальный район Синтай был создан вновь, и уезд Нэйцю опять вошёл в его состав. В 1962 году были воссозданы уезды Линьчэн, Байсян и Лунъяо. В 1969 году Специальный район Синтай был переименован в Округ Синтай (邢台地区).
В 1980 году написание названия уезда было изменено на современное. В 1993 году решением Госсовета КНР были расформированы округ Синтай и город Синтай, и образован Городской округ Синтай.

## Административное деление
Уезд Нэйцю делится на 5 посёлков и 4 волости.

## Экономика
Нэйцю является крупным центром по производству мягких игрушек. По состоянию на 2024 год в уезде насчитывалось шесть крупных производственных предприятий, 280 малых и средних заводов по переработке, охватывающих девять волостей и поселков. В индустрии игрушек заняты более 30 тысяч местных жителей, годовой объем производства достигает 180 млн юаней. Ежедневно от 400 до 600 тысяч мягких игрушек отправляются из Нэйцю в разные уголки страны, а также экспортируются в страны Европы, Северной и Южной Америки, Среднего Востока.